# 周妃 (孙登)
周妃（？—？），族谱中记载其名为周彻，是周瑜之女，周循和周胤的妹妹。三国时东吴太子孙登之妃。

## 生平
225年，孙权为太子孙登聘娶周瑜女儿，程秉当时为太常，在吴县迎接太子妃到武昌，受到了孙权的礼遇。